# Azim Azimzade
Azim Azimzade (Abşeron, 7 mei 1880 - Bakoe, 15 juni 1943) was een Azerbeidzjaans autodidact kunstenaar. Hij tekende aanvankelijk spotprenten voor tijdschriften en kranten en legde zich later ook toe op het maken van boekillustraties, posters en schilderijen en het ontwerpen van decors. In Bakoe werden een kunstacademie en een museum naar hem genoemd.

## Biografie
Azimzade werd geboren in het dorp Novxani op het schiereiland Apsjeron in het oosten van Azerbeidzjan. Hij kreeg les op een moellah-school waar hij geregeld werd geslagen als hij zat te tekenen tijdens de koranles. Op een gegeven moment liep hij van school weg en, ondanks dat hij nog wel een tijdje op een Russische Tartarenschool zat, ging hij onder druk van zijn vader op jonge leeftijd aan het werk op een kantoor.
Naar het tijdschrift Molla Nasreddin stuurde hij, kort nadat het in 1906 in Tbilisi was opgericht, een tekening op die werd geplaatst. Vervolgens herhaalde hij dit ook bij andere tijdschriften en kranten die ook overgingen tot plaatsing. Hij tekende vooral spotprenten over actuele thema's en zijn werk kreeg landelijk bekendheid.
In 1920 werd hij benoemd tot hoofd van de kunstafdeling van het opleidingscommissariaat van de Azerbeidzjaanse Sovjetrepubliek. In de jaren twintig en dertig bestond zijn werk vooral uit het maken spotprenten voor tijdschriften en kranten, illustraties voor boeken, schilderijen en het ontwerpen van decors. In 1927 werd hij uitgeroepen tot 'Volkskunstenaar', als eerste kunstenaar die deze onderscheiding kreeg.
Zijn werk werd scherp in de gaten gehouden door de autoriteiten en bracht hem in 1937 in de problemen. Hij werd opgepakt en verhoord, en ten laste gelegd dat hij Lenin, Stalin en de Partij had belasterd. Hij kwam de eerste tijd vast te zitten, maar werd uiteindelijk vrijgelaten door tussenkomst van de Communistische partijleider Mir Jafar Baghirov. Daarna kon hij ongestoord blijven werken.
Azimzade was een huiselijk persoon en trok veel op met zijn kinderen, vooral met zijn favoriete zoon Latif. Zijn zoon werd opgeroepen om in de Tweede Wereldoorlog mee te vechten en in februari 1943 kwam het bericht dat hij was gesneuveld. Zijn verdriet was groot en volgens zijn dochter de reden dat hij in een depressie terechtkwam en enkele maanden na zijn zoon ook zelf overleed.
Na zijn dood zijn er nog verschillende exposities geweest van zijn werk. In Bakoe werd de kunstschool waar hij zelf ook de leiding had gehad naar hem vernoemd, evenals een museum en een straat in Bakoe.

## Galerij

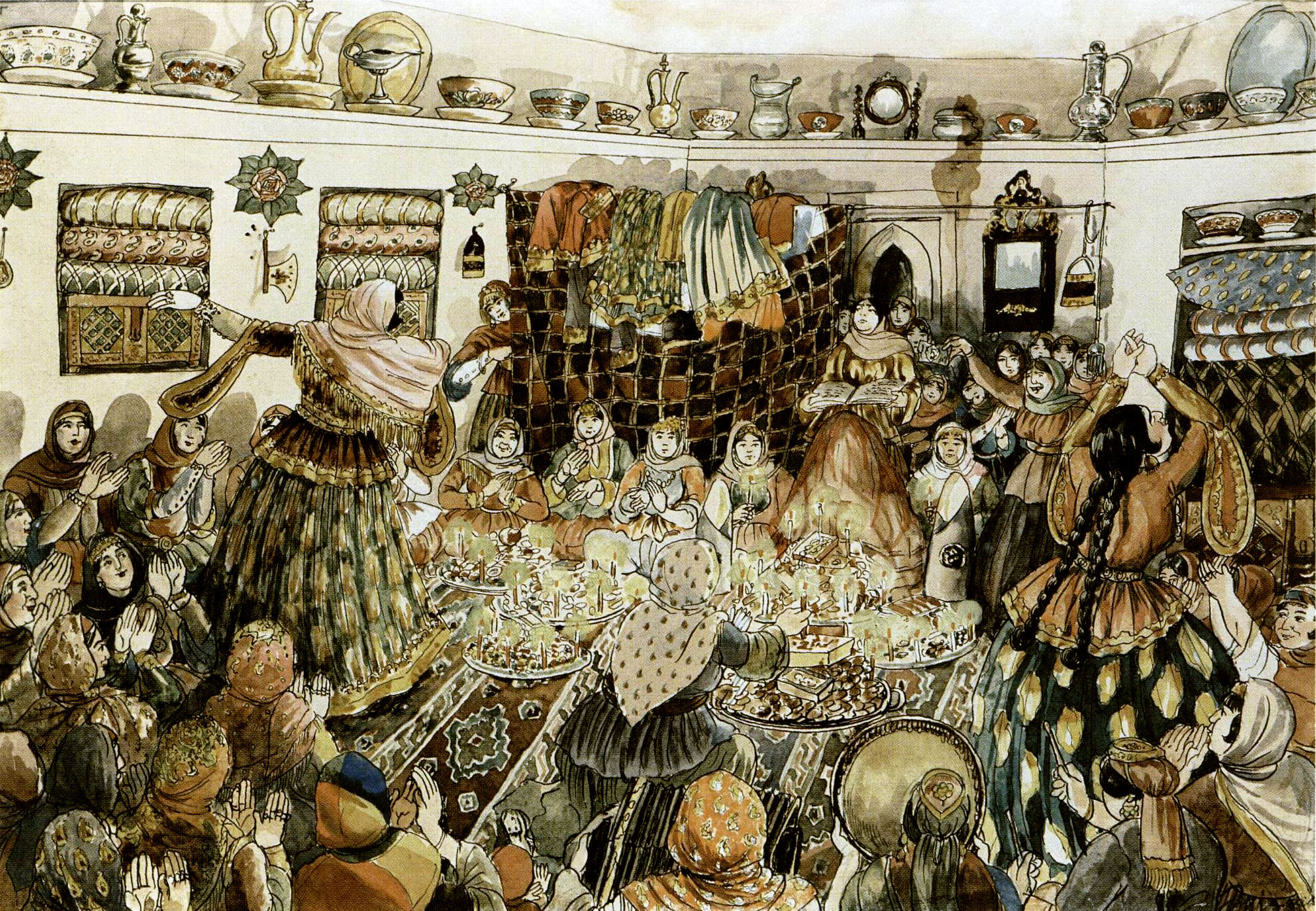
Azerbeidzjaanse bruiloft
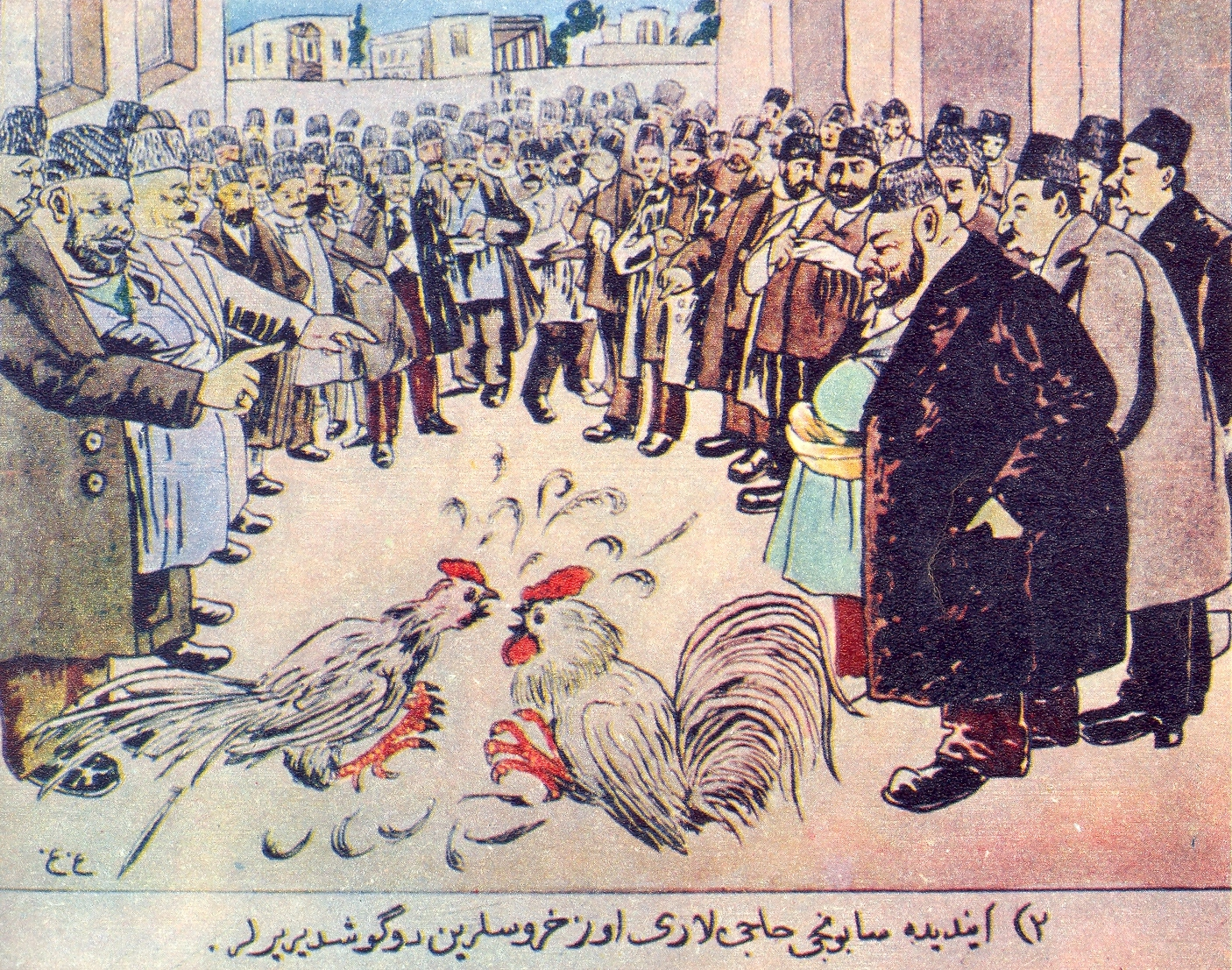
Hanengevecht
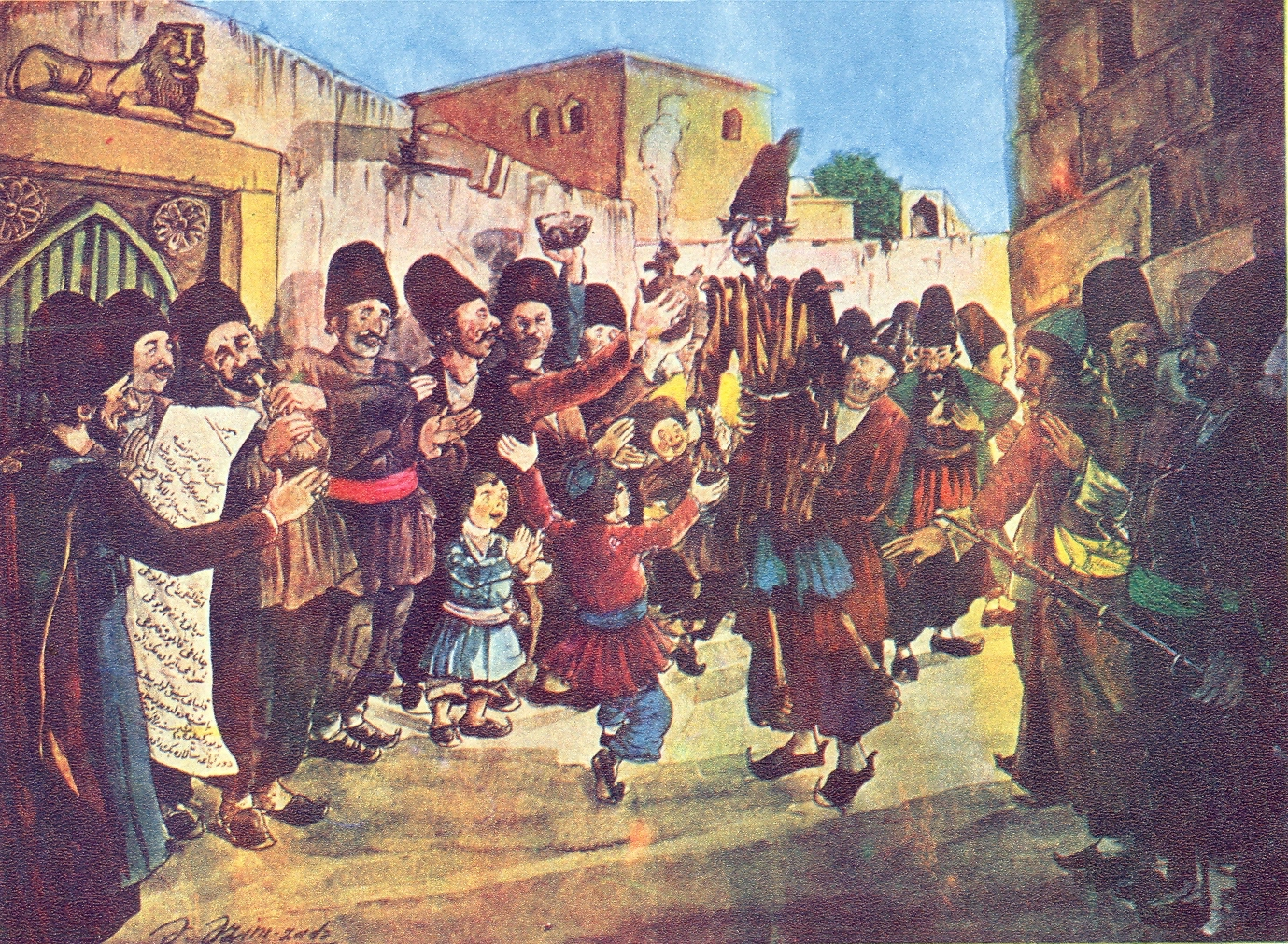
Volksvoorstelling in Koskosa
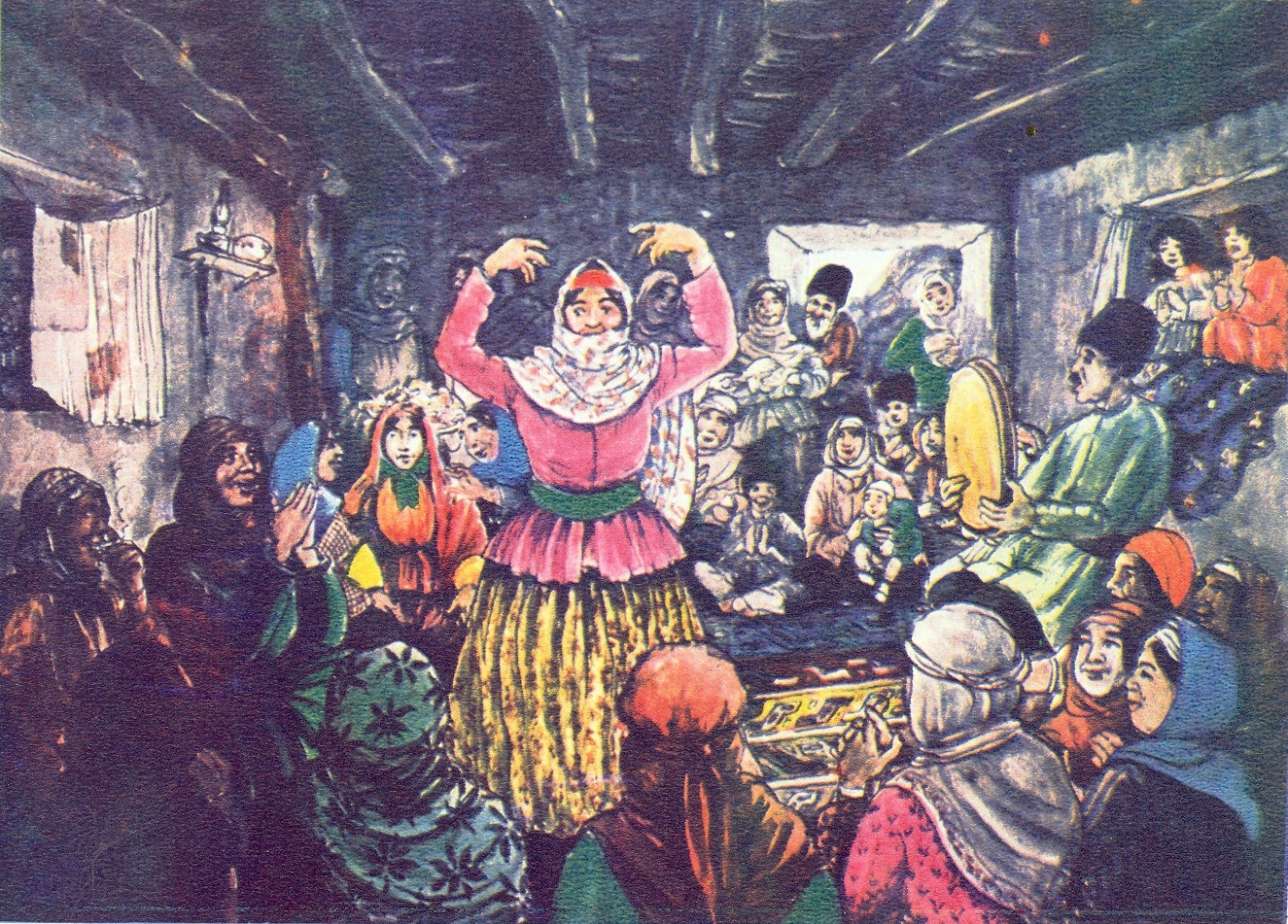
Bruiloft voor arme mensen
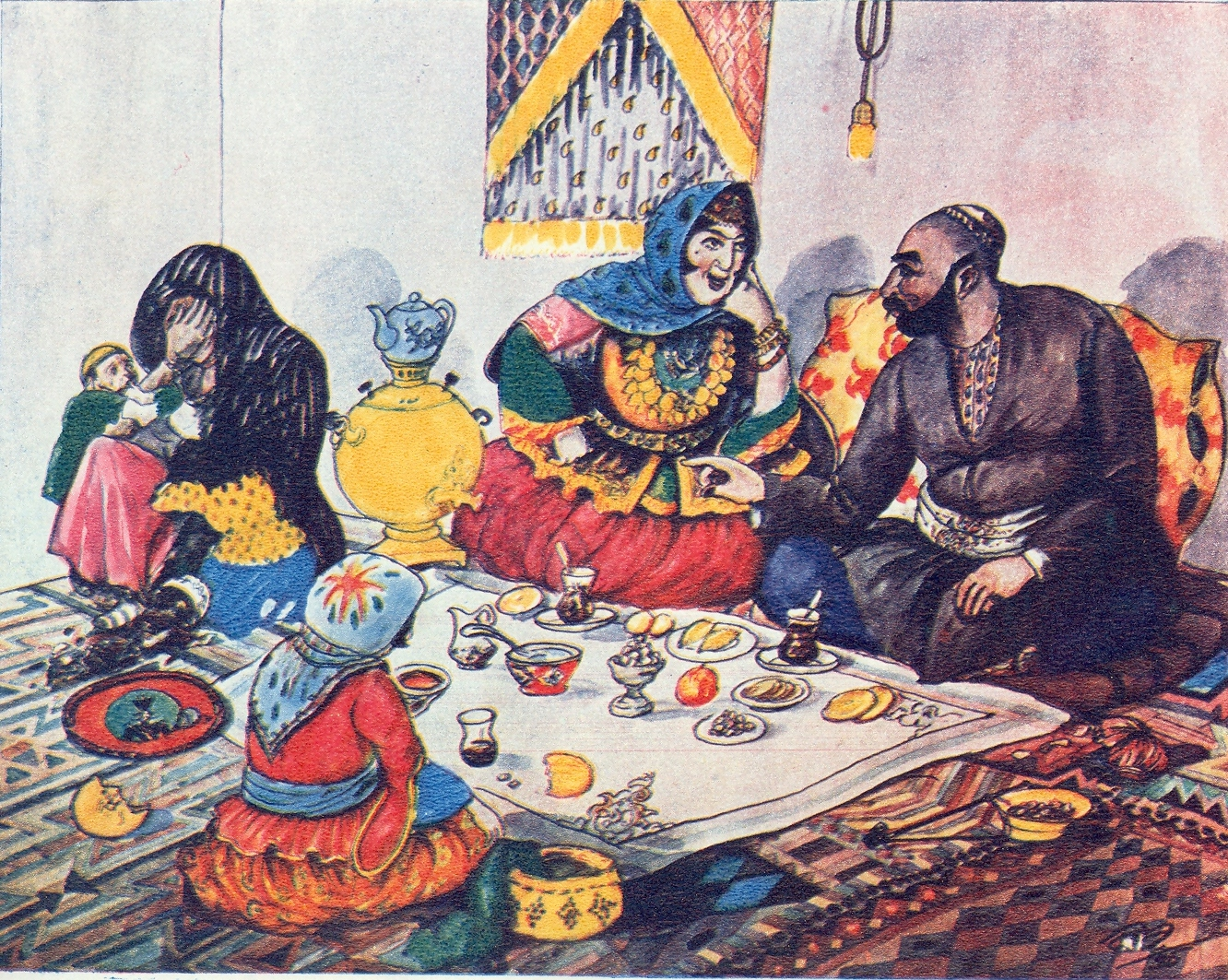
De oude en de nieuwe vrouw

- Gemeinsame Normdatei: 136263097
- International Standard Name Identifier: 0000 0000 5559 5217
- Library of Congress Control Number: n2007076737
- Nationale Bibliotheek van Tsjechië: jx20060926002
- Nationale Bibliotheek van Israël: 987007458697605171
- Virtual International Authority File: 73311228
- WorldCat: E39PBJqQwgMJymKbFrKY63FkDq